# 이혜근
이혜근(李惠勤, 1974년 6월 25일 ~ )은 대한민국의 여성 영화배우, 뮤지컬 배우 겸 연기자이다.

## 생애
- 본관(관향)은 경주(慶州)이며 신장은 161cm이고 체중은 46kg인 그녀는 1980년 북아메리카 미국으로 이민 하고 이주 하였다.
- 1981년 아시아 대한민국으로 돌아왔다.
- 1984년 MBC 문화방송 어린이 합창단 첫 데뷔하였고 이듬해 1985년 뮤지컬 《애니》에 단역 출연하여 뮤지컬 배우 데뷔하였으며 1년 후 1986년 MBC 문화방송 TV 드라마 《꾸러기》에서 단역 출연하여 MBC 특채 연기자 데뷔하였고 이듬해 1987년 KBS 한국방송공사 TV 드라마 《사랑이 꽃피는 나무》에 단역 출연하여 KBS에도 다시 특채되었으며 1년 후 1988년 연극배우 데뷔하였으며 이듬해 1989년 영화 《외계 번개용》의 주연으로 영화배우 데뷔하였고 이어 같은 해 1989년 미스 롯데 선발대회에서 동상을 수상하였다.

## 학력
- 서울신림초등학교 졸업
- 당곡중학교 졸업
- 안양예술고등학교 졸업
- 대구전문대학 방송연예학과 전문학사 졸업
- 미국 오티스 미술디자인대학교 산업디자인학과 학사 졸업

## 출연작

### 뮤지컬
- 1985년 《애니》

### 텔레비전 드라마
- 1986년 MBC 드라마 《꾸러기》
- 1986년 MBC 드라마 《전원일기》
- 1987년 KBS 드라마 《사랑이 꽃피는 나무》
- 1988년 MBC 드라마 《조선왕조 오백년 - 한중록》
- 1989년 MBC 드라마 《조선왕조 오백년 - 파문》
- 1989년 KBS 드라마 《울밑에 선 봉선화》
- 1991년 MBC 드라마 《겨울 이야기》
- 1991년 MBC 드라마 《까치 며느리》
- 1991년 KBS 드라마 《서울 뚝배기》
- 1991년 KBS 드라마 《대추나무 사랑 걸렸네》
- 1991년 KBS 드라마 《사랑의 학교》
- 1991년 KBS 드라마 《맥랑시대》
- 1992년 SBS 드라마 《두려움 없는 사랑》
- 1993년 SBS 드라마 《결혼》
- 1994년 EBS 드라마 《언제나 푸른 마음》
- 1996년 KBS 드라마 《신세대 보고 - 어른들은 몰라요》
- 1996년 현대방송 시트콤 《삼층집 사람들》
- 1997년 SBS 드라마 《여자》
- 1997년 MBC 시트콤 《남자 셋 여자 셋》
- 1999년 ITV 시트콤 《닥터 닥터》
- 2000년 SBS 드라마 《왕룽의 대지》
- 2000년 MBC 시트콤 《세 친구》
- 2000년 KBS 월화미니시리즈 《가을동화》
- 2001년 KBS 드라마 《부부클리닉》
- 2001년 KBS 드라마 《태조 왕건》
- 2001년 MBC 시트콤 《연인들》
- 2002년 EBS 드라마 《TV로 보는 원작동화 - 선생님 울지 마세요》
- 2002년 KBS 드라마 《매직키드 마수리》
- 2002년 KBS 드라마 《장희빈》
- 2003년 MBC 드라마 《대장금》
- 2004년 KBS 드라마 《불멸의 이순신》
- 2006년 MBC 드라마 《주몽》

### 연극
- 1988년 《대원군》 ... 진채선 역(단역)

### 영화
- 1989년 《외계 번개용》ㅡ 드래곤 선근이
- 1990년 《영심이》ㅡ 오영심